# Kampalas B-Boys
Kampalas B-Boys er en dansk oplysningsfilm fra 2008, der er instrueret af Kristian Porsgaard Kragh Madsen og Petrine Elgaard.

## Handling
I en forstad til Kampala er der hektisk aktivitet til taktfaste rytmer og rapsang. Det er ikke den traditionelle afrikanske rytme og musik, der vælter ud, men den sorte gadedrengs rap og rytme fra USA. Hvad laver den her i Afrikas hjerte?